# Veliševac
Veliševac (cyr. Велишевац) – wieś w Serbii, w okręgu kolubarskim, w gminie Ljig. W 2011 roku liczyła 343 mieszkańców.